# Arquidiócesis de Florencia (Colombia)
La arquidiócesis de Florencia (en latín: Archidioecesis Florentiae) es una circunscripción eclesiástica de la Iglesia católica en Colombia. Se trata de una arquidiócesis latina, sede metropolitana de la provincia eclesiástica de Florencia. Desde el 27 de abril de 2013 su arzobispo es Omar de Jesús Mejía Giraldo.

## Territorio y organización
La arquidiócesis tiene 15 440 km² y extiende su jurisdicción sobre los fieles católicos de rito latino residentes en 13 municipios del departamento de Caquetá: Albania, Belén de los Andaquies, Curillo, El Doncello, El Paujil, Florencia, La Montañita, Morelia, Milán, Puerto Rico, San José del Fragua, Solita y Valparaíso.
El territorio de la arquidiócesis limita con la diócesis de Garzón por el oriente, con la diócesis de Mocoa-Sibundoy por el sur, con la diócesis de Neiva por el norte, con la diócesis de San Vicente del Caguán por el norte y occidente y con el vicariato apostólico de Puerto Leguízamo-Solano por el suroccidente.
La sede de la arquidiócesis se encuentra en la ciudad de Florencia, en donde se halla la Catedral de Nuestra Señora de Lourdes.
La arquidiócesis tiene como sufragáneas a las diócesis de Mocoa-Sibundoy y San Vicente del Caguán. La provincia eclesiástica tiene agregados a los vicariatos apostólicos de Inírida, Leticia, Mitú y Puerto Leguízamo-Solano, inmediatamente sujetos a la Santa Sede.
En 2021 en la arquidiócesis existían 36 parroquias agrupadas en 3 vicarías foráneas:
Vicaría de Nuestra Señora de Lourdes
Comprende 15 parroquias pertenecientes al área urbana y rural de la capital diocesana, de ahí su nombre en honor de la patrona de la catedral que representa la sede apostólica. Pertenecen, además, tres centros de culto (San Pedro, San Pablo Apóstol y Divino Niño), dos capillas (Renovación Carismática y San Judas Tadeo) y un oratorio (casa de las hermanas Siervas del Santísimo).
- Nuestra Señora de Lourdes (Catedral)
- Nuestra Señora Madre de la Iglesia (barrio Juan XXIII)
- Corazón Inmaculado de María (barrio Torasso)
- Cristo Rey (barrio Los Alpes)
- Nuestra Señora de Guadalupe (barrio Nueva Florencia)
- La Sagrada Familia (barrio El Porvenir)
- Nuestra Señora del Carmen (barrio Pueblo Nuevo)
- El Divino Niño (barrio Malvinas)
- Jesús de Nazareth (barrio El Cunduy)
- María Auxiliadora (barrio Nueva Colombia)
- Nuestra Señora de la Consolata (barrio La Consolata)
- Espíritu Santo (barrio Ventilador)
- Jesús de la Misericordia (barrio Abbas Turbay)
- Nuestra Señora del Rosario (Ciudadela Habitacional siglo XXI)
- El Buen Pastor (barrio Los Ángeles)[6]

Vicaría del Sagrado Corazón de Jesús

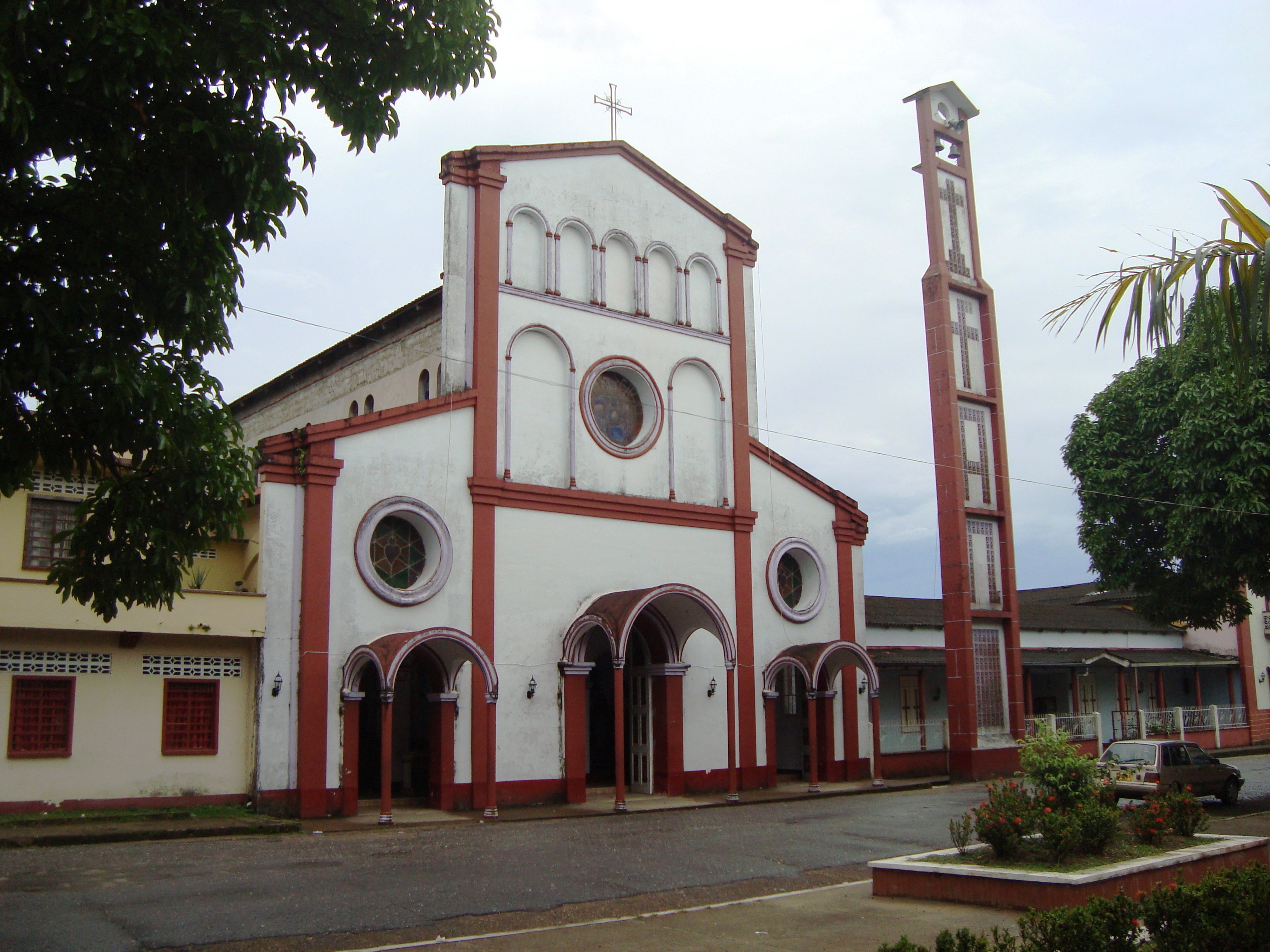
Parroquia del Sagrado Corazón de Jesús en el municipio de Belén de los Andaquíes

Está constituida por 8 parroquias ubicadas en las cabeceras municipales y centros poblados del sur del territorio diocesano. Su nombre se toma de la parroquia Sagrado Corazón de Jesús ubicada en Belén de los Andaquíes, la más antigua de todo el sector.
- María Auxiliadora - Morelia
- Sagrado Corazón de Jesús - Belén
- Nuestra Señora de Aranzazu - San José del Fragua
- Nuestra Señora de las Lajas - Yurayaco (San José del Fragua)
- Nuestra Señora de la Consolata - Albania
- Nuestra Señora del Carmen - Curillo
- San Isidro - Valparaíso
- Nuestra Señora del Buen Consejo - Solita

Vicaría de Nuestra Señora de las Mercedes
Integra las 11 parroquias ubicadas al norte del territorio diocesano, tanto de las cabeceras municipales como de inspecciones de policía. Su nombre es una expresión de amor a la Santísima Virgen bajo la advocación de Las Mercedes, patrona de la parroquia de El Paujil, que es un reconocido lugar de peregrinación de los devotos.
- Parroquia San José -  Puerto Rico
- Nuestra Señora de la Paz - Puerto Rico
- Nuestra Señora de la Valvanera - Santuario (La Montañita)
- Nuestra Señora del Perpetuo Socorro - La Montañita
- Nuestra Señora de las Mercedes - El Paujil
- Todos los Santos - La Unión Peneya (La Montañita)
- Parroquia San Juan Bautista - El Doncello
- Divino Niño - El Doncello
- Señor de los Milagros - El Doncello
- La Inmaculada Concepción - San Antonio de Getuchá (Milán)
- Nuestra Señora del Carmen - Milán

## Historia

### Antecedentes
El 20 de diciembre de 1904 la Santa Sede erigió la prefectura apostólica del Caquetá y la confió a la Orden de los Capuchinos. La prefectura apostólica abarcaba un inmenso territorio del cual formaba parte lo que hoy son los departamentos del Caquetá, Putumayo y Amazonas. El único prefecto apostólico fue el padre Fidel de Montclar quien se ubicó en Sibundoy y fijó allí la sede de la prefectura apostólica del Caquetá y Putumayo. Después de 24 años de actividad misionera, renunció en mayo de 1929. 
La prefectura fue elevada a la condición de vicariato apostólico el 31 de mayo de 1930 por el papa Pío XI. Como primer vicario fue encargado Gaspar de Monconill quien trabajaba ya en la región desde 1914. El segundo vicario apostólico fue Plácido Crous. 

### Florencia
El vicariato apostólico de Florencia fue erigido el 8 de febrero de 1951 mediante la bula Quo efficacius del papa Pío XII, derivando el territorio del vicariato apostólico de Caquetá (hoy diócesis de Mocoa-Sibundoy). Fue erigido en el territorio de la recién creada intendencia del Caquetá (1950) y las jurisdicciones de Puerto Leguízamo y la Tagua, sectores del Putumayo que en ese entonces pertenecían al Caquetá. Por el mismo decreto fue confiado a los Misioneros de la Consolata.
El 9 de diciembre de 1985 cedió una porción de su territorio para la erección del vicariato apostólico de San Vicente-Puerto Leguízamo (hoy diócesis de San Vicente del Caguán) y al mismo tiempo fue elevado a diócesis mediante la bula Quo expeditius del papa Juan Pablo II. La diócesis era sufragánea de la arquidiócesis de Ibagué. El templo de Nuestra Señora de Lourdes fue elevado a catedral.

Antiguo escudo de la diócesis de Florencia

En diciembre de 2010 la Gobernación del departamento de Caquetá otorgó a la diócesis de Florencia la distinción Coreguaje de Oro con motivo de la celebración de sus bodas de plata.
El 13 de julio de 2019, mediante la bula Laborantes licet del papa Francisco elevó la diócesis de Florencia a arquidiócesis metropolitana y su actual obispo Omar de Jesús Mejía Giraldo fue promovido a arzobispo metropolitano. Se le asignaron como diócesis sufragáneas las diócesis de Mocoa-Sibundoy y de San Vicente del Caguán.

## Estadísticas
Según el Anuario Pontificio 2022 la arquidiócesis tenía a fines de 2021 un total de 337 681 fieles bautizados.
| Año                                                                             | Población                         | Población                         | Población                         | Sacerdotes                        | Sacerdotes                        | Sacerdotes                        | Bautizados por sacerdote          | Diáconos permanentes              | Religiosos                        | Religiosos                        | Parroquias                        |
| Año                                                                             | Bautizados católicos              | Total                             | % de católicos                    | Total                             | Clero secular                     | Clero regular                     | Bautizados por sacerdote          | Diáconos permanentes              | Varones                           | Mujeres                           | Parroquias                        |
| Vicariato apostólico de Florencia                                               | Vicariato apostólico de Florencia | Vicariato apostólico de Florencia | Vicariato apostólico de Florencia | Vicariato apostólico de Florencia | Vicariato apostólico de Florencia | Vicariato apostólico de Florencia | Vicariato apostólico de Florencia | Vicariato apostólico de Florencia | Vicariato apostólico de Florencia | Vicariato apostólico de Florencia | Vicariato apostólico de Florencia |
| ------------------------------------------------------------------------------- | --------------------------------- | --------------------------------- | --------------------------------- | --------------------------------- | --------------------------------- | --------------------------------- | --------------------------------- | --------------------------------- | --------------------------------- | --------------------------------- | --------------------------------- |
| 1966                                                                            | 160 950                           | 165 509                           | 97.2                              | 29                                | 3                                 | 26                                | 5550                              |                                   | 35                                | 62                                | 23                                |
| 1968                                                                            | 180 000                           | 187 000                           | 96.3                              | 35                                | 3                                 | 32                                | 5142                              |                                   | 39                                | 70                                | 19                                |
| 1976                                                                            | 210 000                           | 225 000                           | 93.3                              | 43                                | 10                                | 33                                | 4883                              |                                   | 33                                | 97                                | 23                                |
| 1980                                                                            | 245 000                           | 295 000                           | 83.1                              | 42                                | 8                                 | 34                                | 5833                              |                                   | 35                                | 92                                | 24                                |
| Diócesis de Florencia                                                           |                                   |                                   |                                   |                                   |                                   |                                   |                                   |                                   |                                   |                                   |                                   |
| 1990                                                                            | 280 000                           | 300 000                           | 93.3                              | 31                                | 22                                | 9                                 | 9032                              |                                   | 9                                 | 90                                | 23                                |
| 1999                                                                            | 225 000                           | 260 000                           | 86.5                              | 43                                | 40                                | 3                                 | 5232                              |                                   | 3                                 | 56                                | 26                                |
| 2000                                                                            | 225 000                           | 260 000                           | 86.5                              | 44                                | 41                                | 3                                 | 5113                              |                                   | 3                                 | 67                                | 26                                |
| 2001                                                                            | 225 000                           | 260 000                           | 86.5                              | 47                                | 44                                | 3                                 | 4787                              |                                   | 3                                 | 67                                | 27                                |
| 2002                                                                            | 222 000                           | 255 000                           | 87.1                              | 42                                | 39                                | 3                                 | 5285                              |                                   | 3                                 | 61                                | 27                                |
| 2003                                                                            | 222 000                           | 255 000                           | 87.1                              | 39                                | 37                                | 2                                 | 5692                              | 3                                 | 2                                 | 59                                | 28                                |
| 2004                                                                            | 222 500                           | 256 000                           | 86.9                              | 42                                | 40                                | 2                                 | 5297                              | 3                                 | 2                                 | 59                                | 28                                |
| 2006                                                                            | 222 800                           | 260 000                           | 85.7                              | 44                                | 40                                | 4                                 | 5063                              | 3                                 | 4                                 | 73                                | 30                                |
| 2013                                                                            | 245 000                           | 283 000                           | 86                                | 51                                | 48                                | 3                                 | 4803                              | 3                                 | 3                                 | 61                                | 33                                |
| 2016                                                                            | 253 849                           | 292 280                           | 86.9                              | 54                                | 52                                | 2                                 | 4700                              | 3                                 | 2                                 | 56                                | 33                                |
| Arquidiócesis de Florencia                                                      |                                   |                                   |                                   |                                   |                                   |                                   |                                   |                                   |                                   |                                   |                                   |
| 2019                                                                            | 265 000                           | 302 170                           | 87.7                              | 56                                | 54                                | 2                                 | 4732                              | 3                                 | 2                                 | 42                                | 35                                |
| 2020                                                                            | 270 000                           | 460 000                           | 58.7                              | 63                                | 61                                | 2                                 | 4286                              | 4                                 | 2                                 | 43                                | 35                                |
| 2021                                                                            | 337 681                           | 508 534                           | 66.4                              | 54                                | 52                                | 2                                 | 6253                              | 4                                 | 2                                 | 43                                | 36                                |
| Fuente: Catholic-Hierarchy, que a su vez toma los datos del Anuario Pontificio. |                                   |                                   |                                   |                                   |                                   |                                   |                                   |                                   |                                   |                                   |                                   |

## Episcopologio
- Antonio María Torasso, I.M.C. † (10 de enero de 1952-22 de octubre de 1960 falleció)
- Ángel Cuniberti, I.M.C. † (18 de abril de 1961-15 de noviembre de 1978 renunció)
- José Luis Serna Alzate, I.M.C. † (15 de noviembre de 1978-8 de julio de 1989 nombrado obispo de Líbano-Honda)
- Fabián Marulanda López (22 de diciembre de 1989-19 de julio de 2002 renunció)
- Jorge Alberto Ossa Soto (21 de enero de 2003-15 de julio de 2011 nombrado obispo de Santa Rosa de Osos)[nota 1]
- Omar de Jesús Mejía Giraldo, desde el 27 de abril de 2013

Hechos trascendentes de los obispos:
- Antonio María Torasso, organizó las primeras parroquias en Florencia, Belén de los Andaquíes y San Vicente del Caguán.
- Ángel Cuniberti, tuvo a su cargo la administración de la educación hasta 1976. Creó el Centro Indigenista de Florencia y programas de educación. Fundó el Seminario Menor San José, el Centro Piloto de Educación Especial y el Monasterio Divino Redentor.
- José Luis Serna Alzate, dio impulso a nuevas parroquias. Creó la Emisora Armonías del Caquetá. Promovió la creación de la diócesis de Florencia.
- Fabián Marulanda López, sus principales realizaciones fueron la organización en Florencia del Movimiento Encuentro Matrimonial, fundación del Centro de Pastoral Familiar, adquisición de nuevo equipo de transmisión para la Emisora Diocesana, creación de la Oficina de Comunicaciones, ordenación de los primeros diáconos permanentes.
- Jorge Alberto Ossa Soto,[16] continuó con la tarea de modernización tecnológica de la Emisora Diocesana, fundó los restaurantes parroquiales para niños pobres y ancianos, creó el Voluntariado de Amor y dinamizó la presencia de la Iglesia en el campo de la educación, asumiendo la contratación para la educación en sectores rurales apartados.
- Omar de Jesús Mejía Giraldo, nombrado por el papa Francisco el 27 de abril de 2013, fue ordenado obispo el 29 de junio siguiente[17] y tomó posesión canónica como pastor de la Diócesis de Florencia el 13 de julio del mismo año.[18]